# Antiatlas

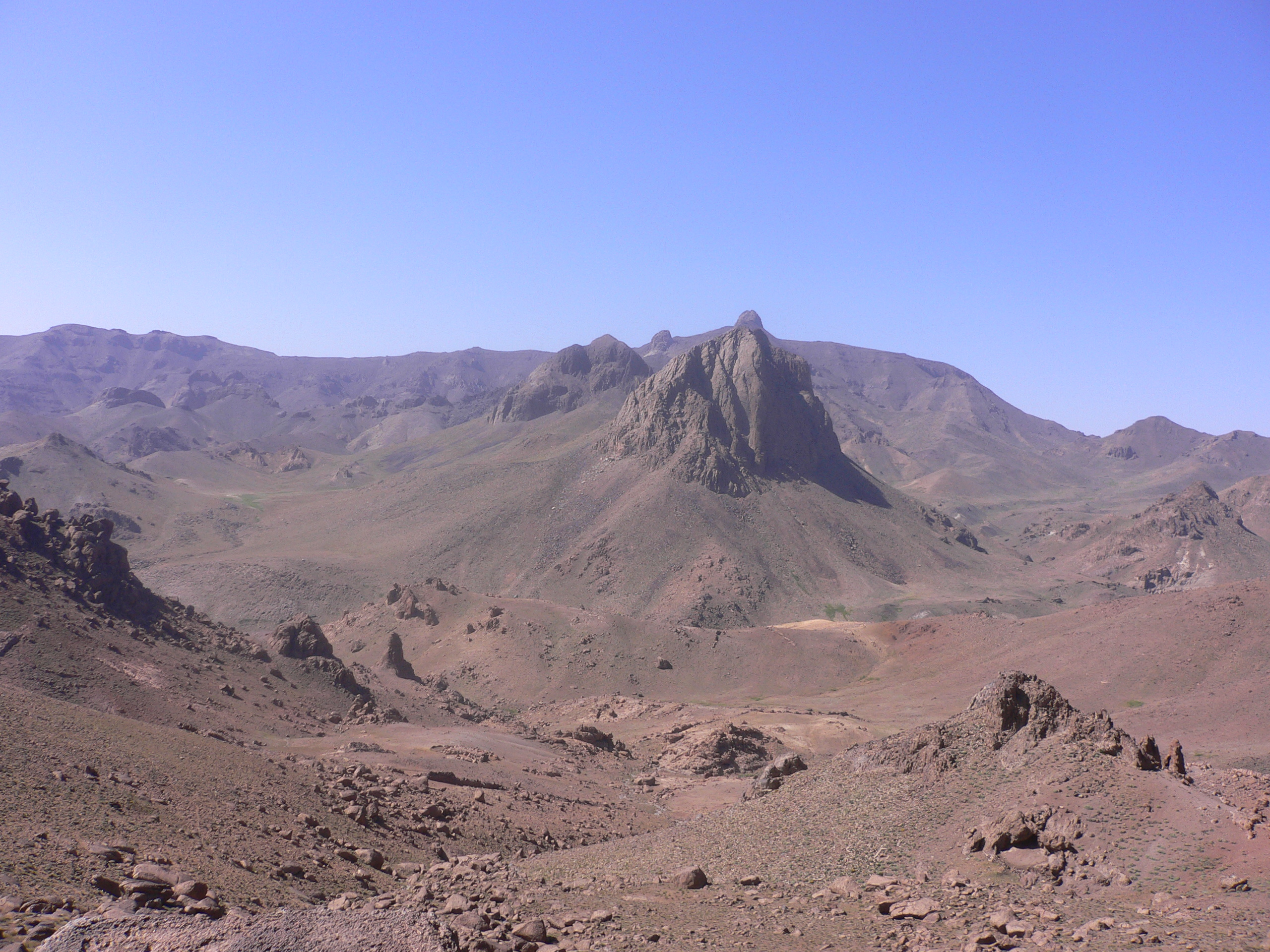
Maciço do Sirwa

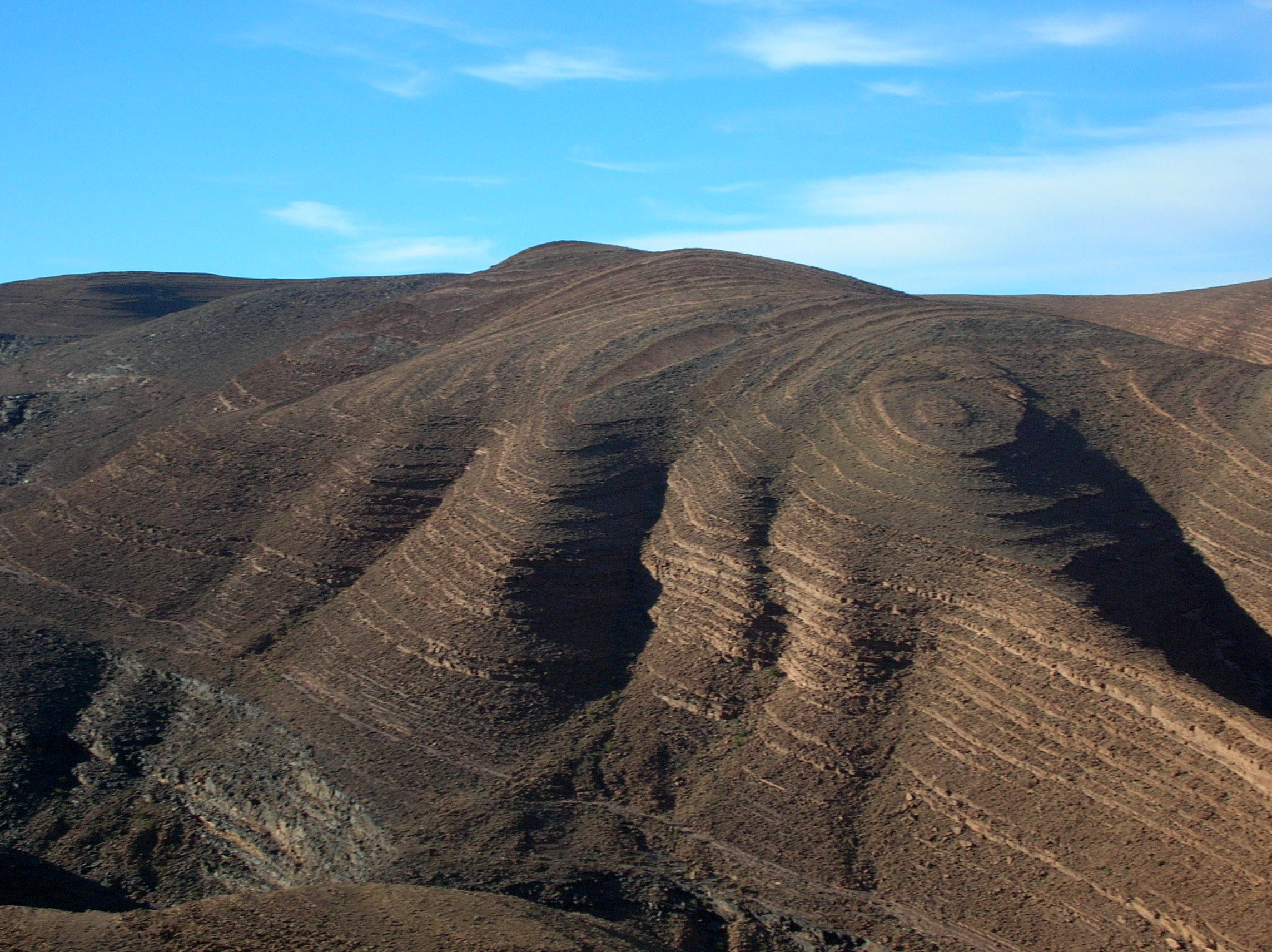

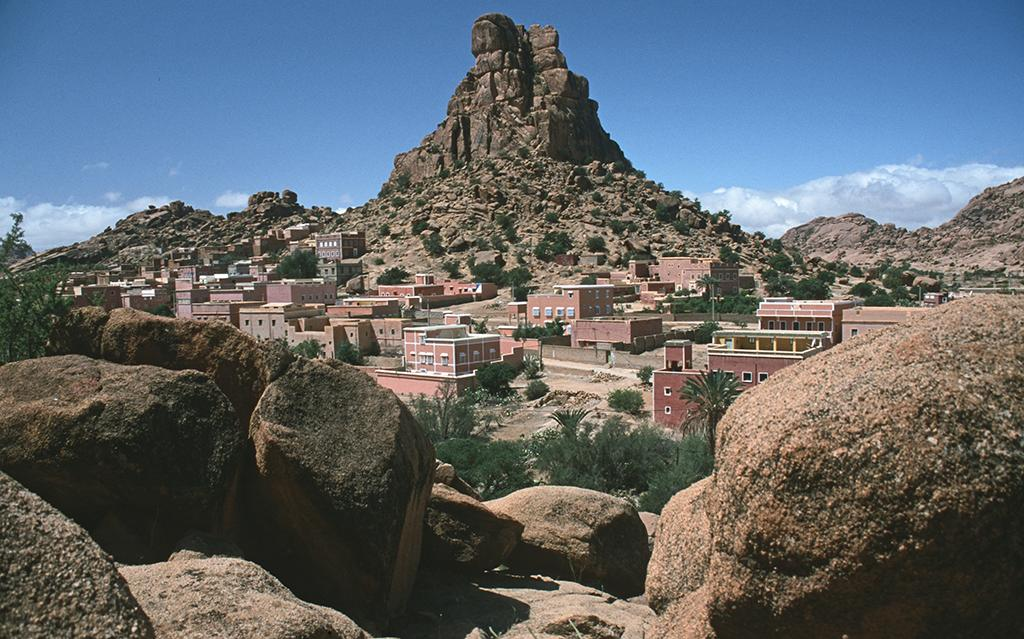
Vista de Tafraout

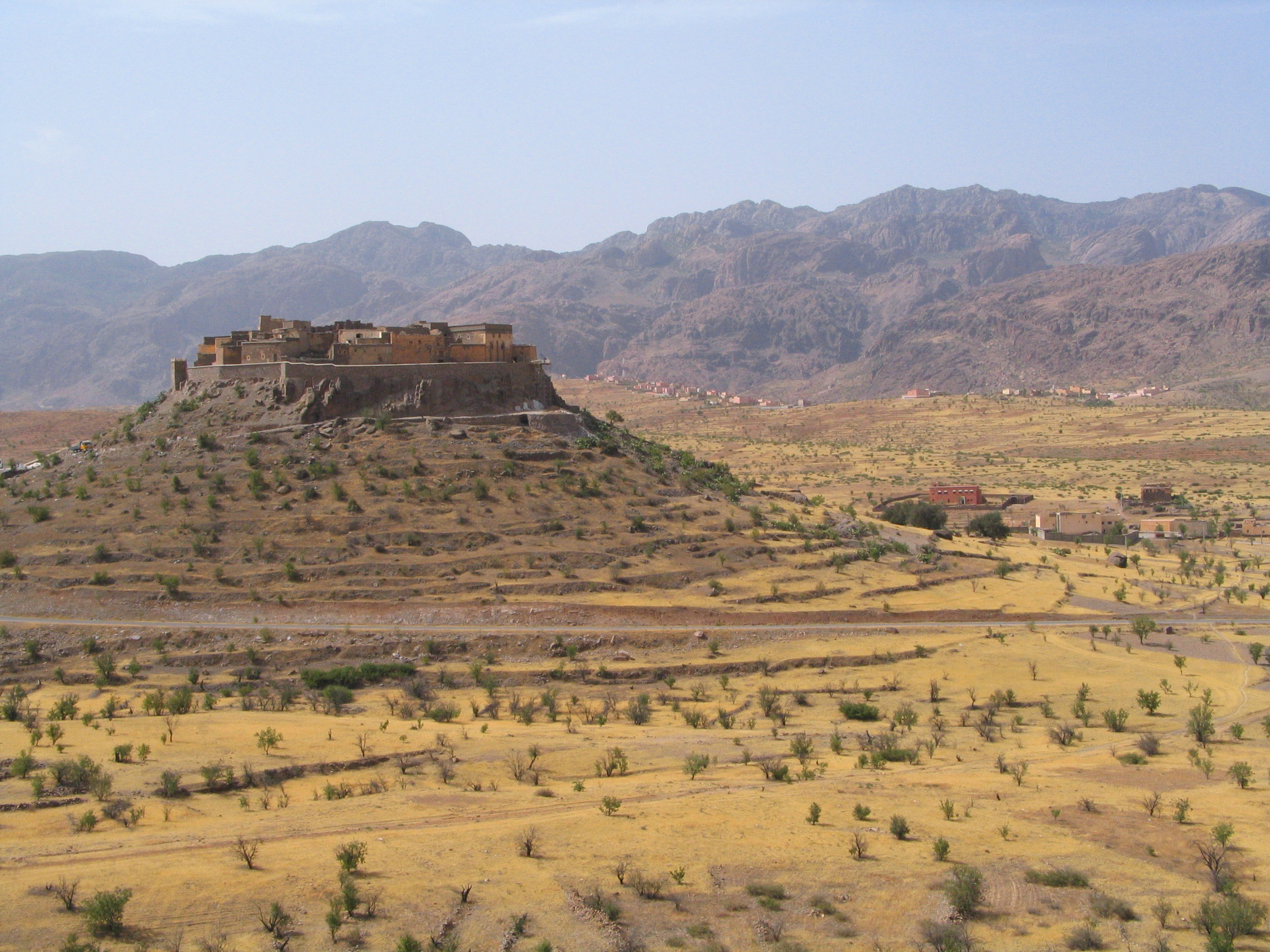
Aldeia e casbá de Tizurgane, a norte de Tafraout

O Antiatlas (em árabe: الأطلس الصغير; romaniz.: al-Atlas as-Saghir; "Atlas Pequeno") é uma cordilheira montanhosa do sudoeste de Marrocos, orientada a sudoeste-nordeste com cerca de 500 a 600 km de comprimento e 300 km de largura. A norte confina com o Alto Atlas Central e a sul com deserto do Saara, estendo-se no sentido este-oeste desde o Tafilete até às planícies da costa atlântica. Faz parte da cordilheira do Atlas; mais precisamente é um dos três maciços do Atlas marroquino, juntamente com o Alto Atlas e Médio Atlas.
É provavelmente a região montanhosa menos conhecida de Marrocos, quiçá à exceção dos oásis férteis dos vales do Dadès e do Drá. A altitude dos cumes oscila entre os 1 800 e os 3 300 m (a generalidade dos cumes mais altos tem entre 2 500 e 2 700 m) e a norte forma um planalto com 1 700 a 1 800 m de altitude, mas a paisagem, dominada por um caos rochoso, já prenuncia o Saara, sendo a cadeia montanhosa mais árida de Marrocos. A água só corre em alguns raros locais, formando preciosas bacias de água límpida. As poucas aldeias são constituídas por um punhado de casas rodeadas de palmeiras ou alcandoradas em encostas íngremes.

## Geografia
O Antiatlas está fragmentado em várias subcordilheiras: a sudoeste situa-se o Antiatlas de Tafraout e a nordeste encontram-se Jbel Sirwa (um antigo vulcão com 3 304 m), o mais alto da cordilheira, e o Jbel Saghro (ou Sarhro, com 2 592 m). Entre os outros cumes mais altos, o Amalou-n-Mansour (2 712 m) é o mais oriental e o Imgout (2 530 m) é o mais ocidental.
A paisagem humanizada é caracterizada por pitorescos casbás (kasbah, castelos) em muitos lugares das montanhas. No passado, os casbás era locais importantes de refúgio e armazenamento para as gentes locais. Próximo das localidades é comum que as encostas estejam cobertas de socalcos sustidos por muros de pedra. No entanto, devido à contínua e intensa emigração, há cada vez mais casas vazias, terrenos que não são cultivados e sistemas de irrigação arruinados que não são reparados. Em contrapartida, pelo menos na região a sul de Tarudante, que inclui o vale de Ameln, Tafraout e a área a leste de Tiznit, há muitas casas novas e em construção, possivelmente construídas por emigrantes.

### Precipitação
A precipitação média anual é tipicamente menos de 200 mm, sendo o norte mais húmido e adequado à agricultura. As montanhas estão separadas climaticamente da influência mediterrânica pelo Alto Atlas a norte, pelo que fazem parte da zona climática saariana, de tipo desértico.

### Flora
Nas áreas menos secas a oeste e a norte, a maior parte dos terrenos estão cobertos de tomilho, alecrim e outras plantas que necessitam de pouca água, como o argão. A cobertura vegetal, que faz lembrar uma colcha, é ameaçada por pastorícia excessiva e a sul pouco resta à parte de pequenos arbustos. A transição para o deserto é gradual à medida que se avança para sul.

### Recursos hídricos
Uma grande parte das águas subterrâneas do Antiatlas é utilizada na periferia das planícies do Suz e de Tiznit. Desde há muitos séculos que a população local explora as nascentes subterrâneas usando a técnica chamada khettara (foggara na Argélia e qanat no Irão), com a qual a água subterrânea é captada em drenos subterrâneos onde escorre por gravidade até à superfície em terrenos mais abaixo.

## Geologia
Em termos geológicos, a cadeia é enrugada e antiga, datando de há 300 milhões de anos, a época da constituição do supercontinente Pangeia, que reunia a África, Eurásia e as duas Américas. É um vasto arqueamento de de rochas antigas, sobretudo do Paleozoico, erguido por movimentos terciários e cortado por gargantas imponentes e dividido em duas partes a sudoeste pelo vale do Drá. Há uma grande variedade de rochas — basaltos, traquitos e granitos, nomeadamente granito rosa com feldspatos alcalinos.
As rochas básicas da placa tectónica africana foram formadas no Pré-Câmbrico, há aproximadamente 4 500 a 550 milhões de anos, muito antes da formação do Atlas. O Antiatlas formou-se durante o Paleozoico, há cerca de 300 milhões de anos, em resultado de colisões continentais. A América do Norte, Europa e África foram unidos como parte de dois antigos continentes, a Euramérica e Gondwana, cuja colisão originou as montanhas da Pangeia Central. O Antiatlas foi formado como parte da orogenia apalachiana, da qual também fazem parte os Apalaches, na América do Norte. Há indícios que essa cadeia montanhosa ancestral seria muito mais alta que os Himalaias atualmente.
Mais recentemente, durante o período Terciário (65 milhões até 1,8 milhões anos), o resto das cadeias montanhosas que atualmente constituem o Atlas ergueram-se à medida que as massas de terra da Europa e da África colidiram no extremo sul da Península Ibérica. A erosão continuou a reduzir a cadeia do Antiatlas, o que explica que atualmente seja menos maciço que o Alto Atlas situado imediatamente a norte.

### Paleontologia
O maciço tornou-se um sítio paleontológico de fama internacional a seguir à descoberta em 1981 das ossadas de um dinossauro totalmente desconhecido, o Atlasaurus, que vivia em Marrocos há 180 milhões de anos. Outro dinossauro cujos restos foram encontrados no Antiatlas é Tazoudasaurus naimi, do nome da aldeia de Tazouda, onde foi descoberto, 70 km a nordeste de Uarzazate, um animal que tinha cerca de nove metros de comprimento. Pode ter sido o antepassado dos saurópodes da América do Norte, que não têm mais do que 140 milhões de anos, uma época em que a África do Norte e o continente americanos estavam juntos.